# Pierre-Nicolas Rolland
Pour les articles homonymes, voir Rolland.
Pierre-Nicolas, baron Rolland, né à Dieppe le 29 avril 1761 et mort le 9 novembre 1825, est un amiral français.

## Biographie
Entré jeune dans la Marine, il prend part à la Guerre d'indépendance américaine, sert à bord de la Sibylle en 1778, dans l'escadre d'Orvilliers, de l'Amphion en 1779, dans l'escadre d'Estaing, de l'Amphitrite de 1779 à 1781, de l'Emeraude en 1782, et se trouve blessé à la bataille des Saintes. 
Officier auxiliaire en 1782, lieutenant de vaisseau, capitaine de vaisseau en 1796, il fait partie de l'escadre de Villeneuve en 1805, et commande de vaisseau de 74 canons l'Atlas durant la Bataille du cap Finisterre, ou il fut grièvement blessé.
Contre-amiral en 1814, il s'était grandement distingué au commandement du Romulus lors du combat du 13 février 1814 à Toulon, sous les ordres l'amiral Cosmao.
Il est fait baron de l'Empire pendant les Cent-Jours, mais son titre n'est pas reconnu par Louis XVIII.